# Углеродовське міське поселення
Углеродовське міське поселення — муніципальне утворення у Красносулинському районі Ростовської області. 
Адміністративний центр поселення — робітниче селище Углеродовський.
Населення - 2510 осіб (2010 рік).

## Географія
Поселення розташоване на північному сході Красносулинського району. Його площа становить 294 квадратних кілометрів. Углеродовське міське поселення розташоване на відстані 65 кілометрів від Красного Сулина.

## Історія
27 серпня 1927 року було утворено Углеродовське робітниче селище. Углеродовского міського поселення. З 1 січня 2006 року утворено Углеродовське міське поселення.
Функціонує один дошкільний освітній заклад, середня школа, де навчається 182 учня. Працює будинок культури, 2 бібліотеки, 1 спортивний зал та 2 спортивні майданчики.
Адміністрація муніципального утворення розташована за адресою: селище Углеродовський, Східна вулиця, 84. Серед важливих дат умуніципальногму утворення святкують День Шахтаря у останню неділю серпня.

## Адміністративний устрій
До складу Углеродовського міського поселення входить:
- робітниче селище Углеродовський.

## Пам'ятки
Біля селища Углеродовського, у колишньому кар’єрі розташовані Донські водоспади. 